# Thomas Bellut
Thomas Bellut (Osnabruque, 8 de março de 1955) é um jornalista alemão. De março de 2012 a março de 2022 foi diretor geral da rede ZDF.

## Carreira
Bellut se tornou diretor geral da emissora de televisão pública alemã ZDF em 2012, depois de atuar como diretor de programação da empresa por uma década e antes disso como correspondente e editor-chefe na divisão de notícias por mais de 25 anos. Durante a sua gestão, a ZDF produziu séries de grande repercussão global, como a vencedora do Emmy Internacional Generation War; a minissérie Ku'damm 59, ambientada na década de 1950; e a série de documentários Terra X. 